# Pétouga
Pétouga est une localité située dans le département de Bouroum de la province du Namentenga dans la région Centre-Nord au Burkina Faso. 

## Géographie
Pétouga se trouve à 2,5 km à l'ouest de Damkarko II, à 18 km au sud de Bouroum, le chef-lieu du département, et à 30 km au nord-ouest de Tougouri.

## Économie
L'économie du village est essentiellement agro-pastorale.

## Éducation et santé
Le centre de soins le plus proche de Pétouga est le centre de santé et de promotion sociale (CSPS) de Damkarko II tandis que le centre médical (CM) de la province se trouve à Tougouri.
Pétouga possède une école primaire publique.